# Кастиља и Леон
Кастиља и Леон (шп. Castilla y León) је аутономна заједница Шпаније која је створена 1983. године на територијама некадашње Старе Кастиље и Краљевине Леон.
Новонасталу аутономну заједницу чине покрајине Авила, Бургос, Леон, Паленсија, Саламанка, Сеговија, Сорија, Ваљадолид и Замора. У овај нови ентитет нису ушле некадашње покрајине Старе Кастиље, Сантандер и Логроњо, и постале су посебне аутономне заједнице под именима Кантабрија и Риоха.
Кастиља и Леон се граничи на северу са Кнежевином Астуријом, Кантабријом и Баскијом, на истоку са Риохом и Арагоном, на југу са Покрајином Мадрид, Кастиљом-Ла Манчом, и на западу са Галицијом и Португалом.